# Géologie de Thénia
Pour les articles homonymes, voir Thénia (homonymie).

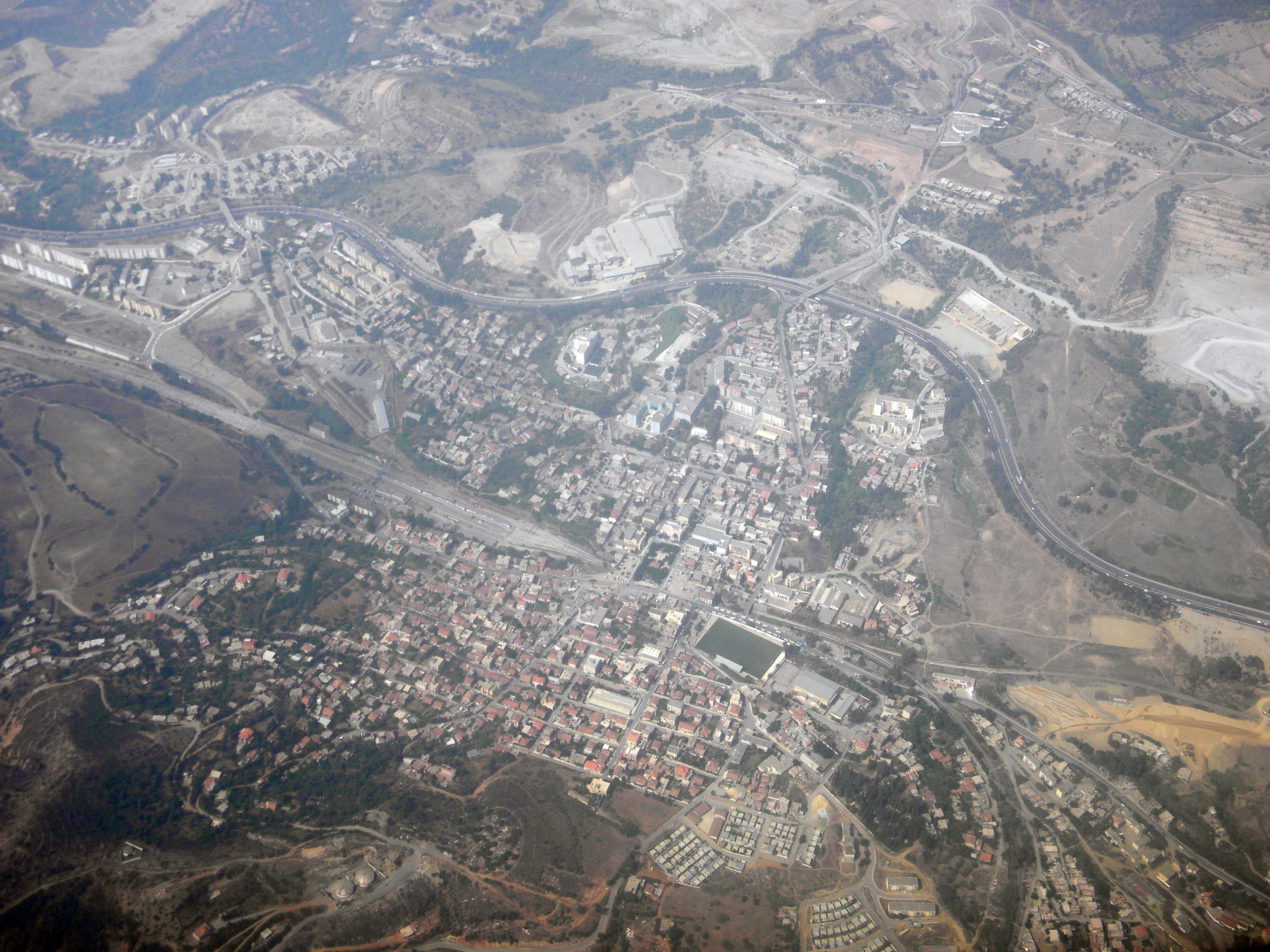
Vue aérienne de Thénia en 2012.

Cet article fournit diverses informations sur la géologie de la commune de Thénia, sur le territoire du Âarch des Aïth Aïcha, dans la wilaya de Boumerdès en Algérie.

## Topographie
La topographie de la côte algérienne est caractérisée par la succession à partir du rivage actuel et jusqu'à une altitude de plus de 300 mètres, d'une série de gradins, disposés les uns au-dessus des autres comme les marches d'un escalier.
Ces marches interrompent brusquement la continuité des pentes, en général très rapides, qui bordent le littoral Algérien.
Cette constatation de cette disposition apparaît en explorant la côte Algérienne de l'ouest vers l'est à partir des environs des Andalouses et d'Arzew à Oran à l'ouest, à Ténès, à Cherchell, à Bou Ismaïl, à Bouzaréah d'Alger, à Thénia au centre de la côte Algérienne, à Jijel, à Skikda et à Annaba à l'est.
De ce fait, l'étude géologique de la région de Thénia des Béni Aïcha au niveau du Cap Marsa, peu étendu en surface et formant un rocher qui s'avance dans la mer, révèle qu'en arrière il est recouvert par un cordon de dunes au-delà duquel on retrouve les terrains sédimentaires de la série tertiaire.
Dans une esquisse géologique et topographique du littoral d'Alger datant de 1911, il apparaît que ce littoral comprend essentiellement toute la région basse qui borde sur plus de 100 kilomètres le pied de l'Atlas, depuis le massif de Sidi Féredj au Nord de Thénia des Béni Aïcha, jusqu'au Mont Chénoua à l'Ouest de Tipaza.
Dans ce massif de Sidi Féredj, au Nord de Thénia, des galets roulés d'origine locale, sont situés à 432 mètres. Au sud de Thénia, sur le mont Soumâa (Thala Oufella, Habedda), de nombreux graviers roulés de quartz blanc sont visibles jusqu'à une altitude de 200 mètres au moins.
La carte géologique de Thénia montre la complexité des formations, groupées autour du Col des Béni Aïcha, et explique la variété de nature des terrains de la région avoisinante.

## Massif ancien
Le massif des Khachna à Thénia est une dépendance du massif ancien de la Kabylie.
Il appartient aux plus anciennes formations géologiques du littoral Algérien, que l'on désigne sous le nom de terrain archéen et précambrien.

## Roches éruptives
Le versant sud de Thénia et toute la partie orientale du massif des Khachna sont constitués par des roches d'origine interne, des granites à grain plus ou moins fin, dont l'émission s'est produite vers la fin de la période éocène (tertiaire inférieur).

## Formations tertiaires
La dépression de Thénia, ainsi que les collines qui en dépendent, la région mamelonnée qui s'étend à l'est et la plate-forme qui s'abaisse vers l'ouest, sont constituées par des terrains de nature variée qui se sont déposés aux diverses phases de la période néogène, et dont le ravinement et le creusement par les eaux courantes se sont effectués depuis la fin de l'époque pliocène.

### Miocène inférieur
Les premiers dépôts marins à Thénia appartenant à la période tertiaire et qui ont été désignés sous le nom d'étage Cartennien, se composent d'une puissante accumulation de débris roulés, cimentés en poudingue plus ou moins compacte, de toutes les roches du massif ancien des Khachna, sur le bord duquel ces fragments arrachés ont été déposés sur le rivage.

### Miocène moyen

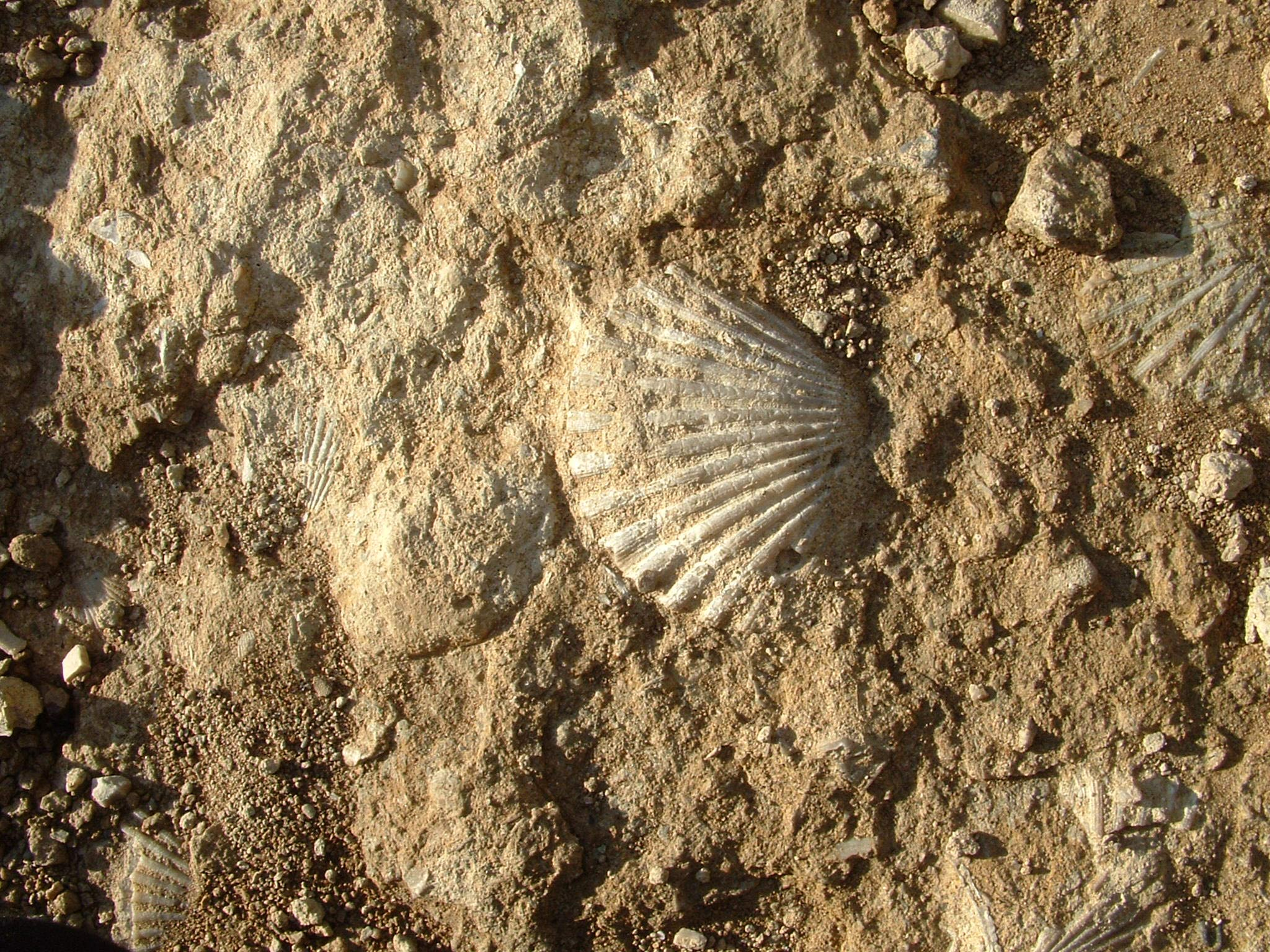
Fossiles du Miocène.

Les dépôts tertiaires du miocène moyen ont en partie comblé le détroit de Thénia, d'où la mer s'est momentanément retirée pour revenir, durant la phase suivante, déposer une assise d'argiles et de grès jaunâtres et rougeâtres, qui ont conservé des bancs entiers de très grandes huîtres à coquille épaisse, que l'on retrouve sur différents points au sud-est de Thénia, à 3 kilomètres sur la ligne de Bouira, et à l'ouest, vers le marabout Sidi Bouzid.
Ces dépôts de la deuxième époque miocène moyen correspondent à l'étage helvétien.

### Miocène supérieur
Une émersion par suite de l'exhaussement du détroit de Thénia, a laissé les terrains des Béni Aïcha exposés aux actions de ravinement par les eaux superficielles, qui ont entraîné la majeure partie des limons et n'en ont laissé que des lambeaux à l'ouest et à l'est du versant sud de la dépression de Thénia. 
Durant cette troisième époque miocène, correspondant à l'étage Sahélien, la mer calme et profonde dépose des argiles bleuâtres, homogènes, sauf sur les bords du rivage de Thénia, où elles sont intercalées de petites couches de sables ou de graviers, dans lesquelles se sont mieux conservées les coquilles de mollusques.

### Faille de Thénia
La faille de Thénia trace une limite nette au massif de granite et de liparite, en mettant ces roches en contact avec les marnes du Cartennien, et les argiles sahéliennes.

### Pliocène récent
Durant la phase d'émersion qui correspond au pliocène ancien à Thénia, les actions de ravinement par les eaux courantes se sont exercées avec, activité sur les argiles sahéliennes qui ont été enlevées sur de grandes étendues, dans toute leur épaisseur, principalement à l'ouest du Col des Béni Aïcha.
Puis un nouvel affaissement de la région a ramené de l'ouest, les eaux marines, toujours par la même trouée, au seuil de Thénia, mais en s'étendant, cette fois, sur tout le nord du massif des Khachna vers l'emplacement de Zemmouri.

## Dépôts quaternaires
Pendant la phase pléistocène (quaternaire ancien), le retrait de la mer s'était accentué progressivement par une succession de mouvements dus probablement à l'exhaussement du sol, jusqu'à la limite de ses rivages actuels de Thénia à Sghirat.

## Creusement des vallées et Alluvionnement

Alluvions.

À partir du moment où la mer abandonne définitivement la dépression de Thénia, en abaissant son niveau relatif, les ravins se creusent plus profondément dans les massifs anciens et l'écoulement des eaux entaille avec une grande facilité les terrains meubles, sables pliocènes d'abord, puis les argiles sahéliennes et les marnes du Cartennien, de la dépression des Béni Aïcha.
À l'est, le creusement progressif de la vallée de l’Isser, suivant une série de phases, entraîne sur ce versant de la dépression la formation d'une petite vallée, l'Oued Arbia, dont la pente s'abaisse rapidement.
À l'Ouest, c'est vers l'Oued Boumerdès que convergent les torrents à pente plus adoucie.
Ce travail de creusement qui s'est effectué durant les diverses phases de la période pléistocène, a eu comme contre-coup la formation de dépôts d'alluvions, dont les plus anciennes se composent de la superposition de lits caillouteux et argilo-sableux au Oued Boufroun, et les plus récentes, dans les parties basses des vallées, de limons argilo-sableux et argileux au Oued Arbia et dans la plaine de l’Isser.
Les éléments des alluvions caillouteuses renferment les débris roulés de toutes les roches plus ou moins dures des massifs voisins ; ce sont principalement des fragments de schistes, des graviers de quartz, de granité, de quartzite et de grès. 
Les limons sont le résultat de la trituration en sables ténus des mêmes éléments, mélangés à l'argile sahélienne remaniée par le lavage des eaux.